# 竖石佛摩崖造像
竖石佛摩崖造像，位于山西省吕梁市交城县北部山区岭底乡，是中华人民共和国全国重点文物保护单位之一。
1996年1月12日公布为山西省文物保护单位。2019年10月7日公布为第八批全国重点文物保护单位。